# Admire Moon
Admire Moon (en japonais : アドマイヤムーン),  né le 23 février 2003, est un cheval de course japonais, élu cheval de l'année au Japon en 2007.

## Carrière de courses
Élevé sur l'île de Hokkaidō par Northern Farm, une des entités de l'empire Yoshida, Admire Moon est acquis foal, à la fin de l'année 2003, pour 16 millions de yens (environ 135 000 €) et rejoint les boxes de Hiroyoshi Matsuda à Rittō, dans la préfecture de Shiga. Il retourne sur sa terre natale à 2 ans pour débuter sur l'hippodrome de Hakodate, à Hokkaidō, par une victoire bientôt confirmée à Sapporo. Il s'affirme comme l'un des bons poulains de sa génération en s'adjugeant un groupe 3, les Sapporo Nisai Stakes, mais fait l'impasse sur les Asahi Hai Futurity Stakes, qui rassemblent les meilleurs 2 ans japonais. Il se contente d'un groupe 3 en toute fin d'année, la Radio Tampa Cup, dans laquelle il connaît sa première défaite, terminant troisième.  

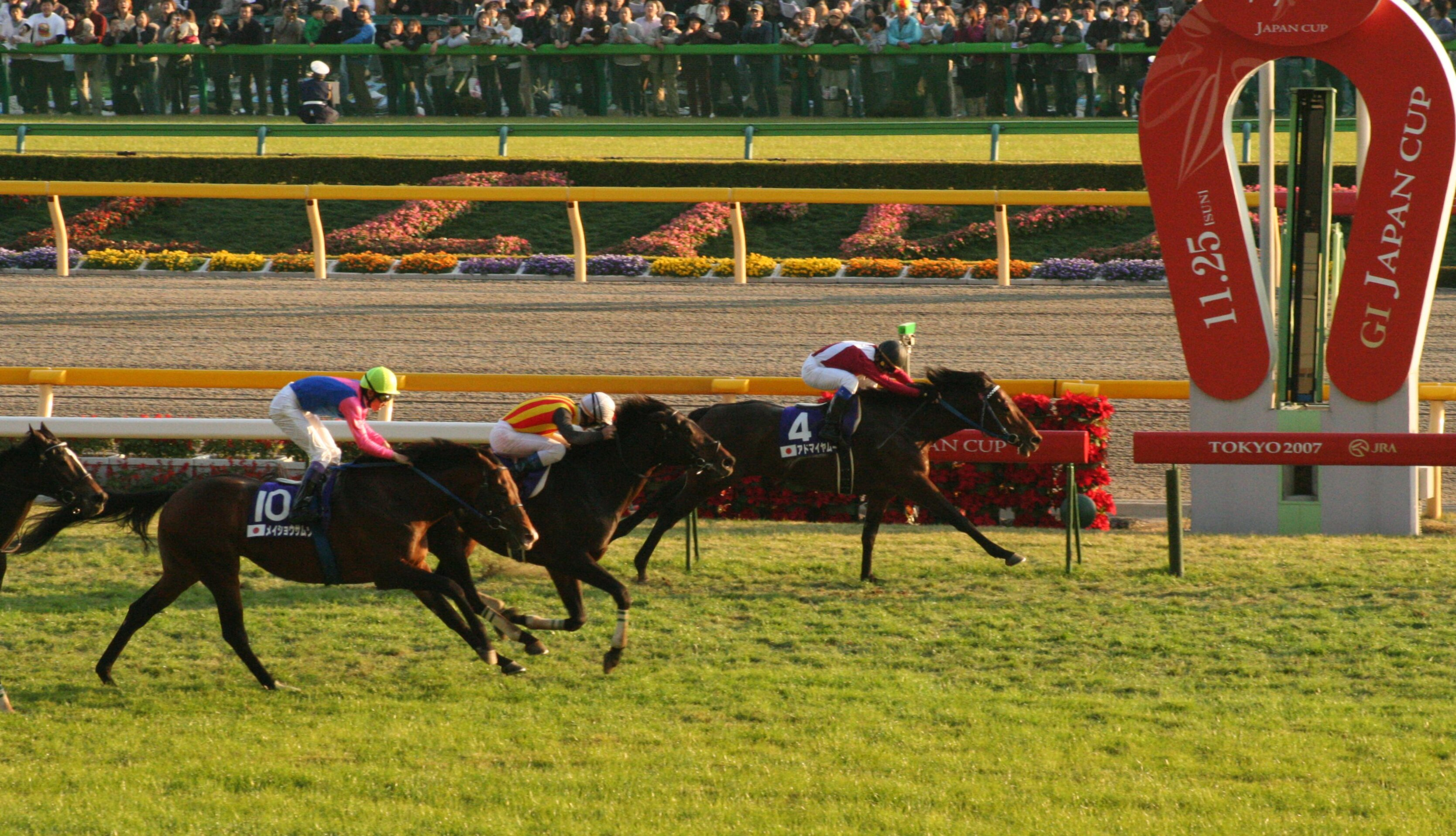
Arrivée de la Japan Cup 2007

De retour à 3 ans, Admire Moon fait son retour avec un nouveau partenaire, la star des jockeys japonais Yutaka Take. Il affiche ses prétentions pour la Triple Couronne en enchaînant deux succès, dans un groupe 3 à Tokyo, et surtout dans l'une des préparatoires les plus prisées, le Yayoi Shō. Lorsque Yutaka Take choisit de le monter dans le Satsuki Shō, au détriment de l'invaincu Fusaichi Junk, il devient le favori du premier classique de la saison. Mais il ne peut répondre aux attentes et ne peut faire mieux que quatrième de Meisho Samson. Bis repetita dans le Derby, Tokyo Yushun, où il accuse cette fois six longueurs de retard sur Meisho Samson, qui réalise le doublé. Admire Moon a manqué son printemps classique, finalement arrivé trop tôt puisqu'il va montrer par la suite qu'il n'est pas qu'un espoir déçu, mais au contraire un champion en devenir. En deuxième partie de saison, il affronte les chevaux d'âge avec succès, s'imposant dans le Sapporo Kinen avant de monter sur le podium du Tenno Shō d'automne derrière Daiwa Major. Il conclut sa saison par une deuxième place dans la Hong Kong Cup, battu d'un souffle par la Française Pride, qui fait ce jour-là ses adieux à la compétition. 
Meilleur que jamais à 4 ans, Admire Moon rentre victorieusement dans un groupe 2 en février, avant de s'envoler à Dubaï pour devenir le premier Japonais à s'imposer dans le Dubaï Duty Free. Défait ensuite à Hong Kong dans la Queen Elizabeth II Cup, apanage du champion local Viva Pataca, il remporte enfin la grande victoire japonaise qui lui manquait dans le Takarazuka Kinen, où il prend sa revanche sur Meisho Samson, le numéro 1 de sa génération à 3 ans, sur la touche durant de longs mois en raison d'une blessure. Après ce succès, il est acquis par Darley Japan, l'antenne japonaise de Godolphin, pour 4 milliards de yens (environ 33 millions de dollars). C'est donc sous ses nouvelles couleurs qu'il retrouve son rival dans le Tenno Shō, mais cette fois il n'est que l'ombre de lui-même. Pourtant, il aura le dernier mot face à Meisho Samson dans la belle, la Japan Cup, la plus célèbre course japonaise qu'il remporte de haute lutte devant Pop Rock et Meisho Samson, tandis qu'une certaine Vodka termine quatrième. C'est l'apothéose de la carrière d'Admire Moon, qui se retire sur ce triomphe et reçoit le titre suprême de cheval de l'année, tandis que son rating FIAH de 125 obtenu dans le Dubaï Duty Free lui assure la septième place au bilan mondial.   

### Résumé de carrière
| Date        | Hippodrome   | Pays        | Course                 | Statut      | Distance    | Jockey         | Place       | Écart       | Vainqueur ou deuxième |
| 2005, 2 ans | 2005, 2 ans  | 2005, 2 ans | 2005, 2 ans            | 2005, 2 ans | 2005, 2 ans | 2005, 2 ans    | 2005, 2 ans | 2005, 2 ans | 2005, 2 ans           |
| ----------- | ------------ | ----------- | ---------------------- | ----------- | ----------- | -------------- | ----------- | ----------- | --------------------- |
| 10 juillet  | Hakodate     | Japon       | Inédits                |             | 1 800 m     | Masahige Honda | 1er / 16    | –           | Glass Week            |
| 27 août     | Sapporo      | Japon       | Clover Shō             |             | 1 500 m     | Masahige Honda | 1er / 10    | –           | Nishino Answer        |
| 1er octobre | Sapporo      | Japon       | Sapporo Nisai Stakes   | Gr. 3       | 1 800 m     | Masahige Honda | 1er / 13    | –           | Deep Air              |
| 24 décembre | Hanshin      | Japon       | Radio Tanpa Cup        | Gr. 3       | 2 000 m     | Masahige Honda | 2e / 12     | –           | Sakura Mega Wonder    |
| 2006, 3 ans |              |             |                        |             |             |                |             |             |                       |
| 5 février   | Tokyo        | Japon       | Kyodo Tsushin Hai      | Gr. 3       | 1 800 m     | Yutaka Take    | 1er / 11    | –           | Fusaichi Richard      |
| 5 mars      | Nakayama     | Japon       | Yayoi Shō              | Gr. 2       | 2 000 m     | Yutaka Take    | 1er / 10    | –           | Glorious Week         |
| 16 avril    | Nakayama     | Japon       | Satsuki Shō            | Gr. 1       | 2 000 m     | Yutaka Take    | 4e / 18     | 3           | Meisho Samson         |
| 28 mai      | Tokyo        | Japon       | Tokyo Yushun           | Gr. 1       | 2 400 m     | Yutaka Take    | 7e / 18     | 6           | Meisho Samson         |
| 20 août     | Sapporo      | Japon       | Sapporo Kinen          | Gr. 2       | 2 000 m     | Yutaka Take    | 1er / 15    | –           | Le Credor             |
| 29 octobre  | Tokyo        | Japon       | Tenno Shō (Automne)    | Gr. 1       | 2 000 m     | Yutaka Take    | 3e / 16     | 1 ¼         | Daiwa Major           |
| 10 décembre | Sha Tin      | Hong Kong   | Hong Kong Cup          | Gr. 1       | 2 000 m     | Yutaka Take    | 2e / 12     | cte tête    | Pride                 |
| 2007, 4 ans |              |             |                        |             |             |                |             |             |                       |
| 17 février  | Kyoto        | Japon       | Kyoto Kinen            | Gr. 2       | 2 200 m     | Yutaka Take    | 1er / 14    | encolure    | Pop Rock              |
| 31 mars     | Nad Al Sheba | Dubaï       | Dubaï Duty Free        | Gr. 1       | 1 800 m     | Yutaka Take    | 1er / 16    | 1/2         | Linngari              |
| 29 avril    | Sha Tin      | Hong Kong   | Queen Elizabeth II Cup | Gr. 1       | 2 000 m     | Yutaka Take    | 3e / 10     | 2           | Viva Pataca           |
| 24 juin     | Hanshin      | Japon       | Takarazuka Kinen       | Gr. 1       | 2 200 m     | Yasunari Iwata | 1er / 18    | 1/2         | Meisho Samson         |
| 28 octobre  | Tokyo        | Japon       | Tenno Shō (Automne)    | Gr. 1       | 2 000 m     | Yasunari Iwata | 6e / 16     | 4 ¾         | Meisho Samson         |
| 25 novembre | Tokyo        | Japon       | Japan Cup              | Gr. 1       | 2 400 m     | Yasunari Iwata | 1er / 18    | tête        | Pop Rock              |

## Au haras
Admire Moon rejoint Darley Stud à Monbetsu, sur l'île de Hokkaido, pour y faire la monte à 5 millions de yens. Sa carrière d'étalon est honorable, puisqu'il reste dans le top 20 des étalons japonais durant plusieurs années, mais sans éclat. Ses meilleurs produits se sont illustrés sur les courtes distances, Fine Needle obtenant même le titre de sprinter de l'année en 2018, à la faveur de sa victoire dans les Sprinters Stakes, tandis que son autre fils vainqueur de groupe 1, Seiun Kosei, a enlevé le Takamatsunomiya Kinen.  

## Origines
Admire Moon est le plus fameux rejeton de l'Américain End Sweep, importé au Japon après une carrière honorable au niveau groupe 2 et groupe 3, avec une place dans un groupe 1, le Jerome Handicap. C'est moins son C.V. de coursier que son pedigree qui a attiré l'attention du plus grand élevage japonais Shadai Farm, et du plus grand élevage australien, Arrowfield Stud, l'étalon faisant la navette entre les deux hémisphères. End Sweep est en effet le fils de l'influent Forty Niner (un autre Américain importé au Japon) et de Broom Dance, l'une des meilleures pouliches de sa génération, lauréate des Alabama Stakes. End Sweep s'annonçait comme un étalon très prometteur, mais sa carrière fut brève puisqu'il mourut accidentellement à 11 ans, ne laissant que trois générations en piste. Outre Admire Moon, il eut tout de même le temps de donner Swept Overboard (Metropolitan Handicap), la classique Rhein Kraft (Oka Shō, NHK Mile Cup) et surtout la championne Sweep Tosho, lauréate du Shuka Shō, du Takarazuka Kinen et de la Queen Elizabeth II Cup, sacrée meilleure jument japonaise en 2005. 
Côté maternel, Admire Moon est issu d'une brillante famille. Fille du chef de race Sunday Silence, My Katies, sa mère, donna plusieurs gagnants. Elle a pour sœur Katies' Heart (par Heart's Cry), mère du champion Efforia, cheval de l'année en 2021. My Katies et Katies' Heart sont des petites filles de l'Anglaise Katies, lauréate des Irish 1000 Guineas en 1984. Vendue aux États-Unis en 1986, puis acquise par des éleveurs japonais pour 1 million de dollars alors qu'elle portait dans ses flancs un fils d'Alydar, elle est restée sur le sol américain tandis que certains de ses produits faisaient carrière au Japon. Parmi eux la championne Hishi Amazon (par Theatrical), numéro 1 de sa génération à 2, 3 et 4 ans (ce qui lui vaudra 3 JRA Awards), lauréate du Hanshin Himba Stakes, de la Queen Elizabeth II Commemorative Cup, deuxième de l'Arima Kinen et de la Japan Cup, et Hishi Pinnacle (par Theatrical), troisième du Shuka Sho. D'autres de ses filles ont fait carrière en Europe avant d'aller au haras au Japon, telles What Katy Did (par Nureyev), placée de groupe en Allemagne et de Listed en France, qui allait donner Sleepless Night (par Kurofone), gagnante des Sprinters Stakes. 

### Pedigree
| Origines de Admire Moon (JPN), mâle né en 2003 | Origines de Admire Moon (JPN), mâle né en 2003 | Origines de Admire Moon (JPN), mâle né en 2003 | Origines de Admire Moon (JPN), mâle né en 2003 |
| ---------------------------------------------- | ---------------------------------------------- | ---------------------------------------------- | ---------------------------------------------- |
| Père End Sweep                                 | Forty Niner                                    | Mr. Prospector                                 | Raise a Native                                 |
| Père End Sweep                                 | Forty Niner                                    | Mr. Prospector                                 | Gold Digger                                    |
| Père End Sweep                                 | Forty Niner                                    | File                                           | Tom Rolfe                                      |
| Père End Sweep                                 | Forty Niner                                    | File                                           | Continue                                       |
| Père End Sweep                                 | Broom Dance                                    | Dance Spell                                    | Northern Dancer                                |
| Père End Sweep                                 | Broom Dance                                    | Dance Spell                                    | Obeah                                          |
| Père End Sweep                                 | Broom Dance                                    | Witching Hour                                  | Thinking Cap                                   |
| Père End Sweep                                 | Broom Dance                                    | Witching Hour                                  | Enchanted Eye                                  |
| Mère My Katies                                 | Sunday Silence                                 | Halo                                           | Hail to Reason                                 |
| Mère My Katies                                 | Sunday Silence                                 | Halo                                           | Cosmah                                         |
| Mère My Katies                                 | Sunday Silence                                 | Wishing Well                                   | Understanding                                  |
| Mère My Katies                                 | Sunday Silence                                 | Wishing Well                                   | Mountain Flower                                |
| Mère My Katies                                 | Katies First                                   | Kris                                           | Sharpen Up                                     |
| Mère My Katies                                 | Katies First                                   | Kris                                           | Doubly Sure                                    |
| Mère My Katies                                 | Katies First                                   | Katies                                         | Nonoalco                                       |
| Mère My Katies                                 | Katies First                                   | Katies                                         | Mortefontaine (famille 7-f)                    |